# Jan Bechyna
Jan Bechyna, uváděný též s příjmením Bechina, Bechyňa nebo Bechyně (1810 Nymburk – 16. října 1834 Hradec Králové), byl český vrah a domnělý hudební skladatel. Během vojenské služby v Jičíně zastřelil 4. ledna 1833 ze žárlivosti dvaadvacetiletou Josefku Čilou. Poté byl zatčen, převezen k vojenskému soudu do Hradce Králové, vězněn, odsouzen k smrti a popraven. Během pobytu v hradeckém vězení zpíval lidovou píseň Horo, horo, vysoká jsi, pravděpodobně s několika přidanými vlastními slokami. Kolem jeho osoby vznikla v druhé polovině 19. století romantická legenda, podle níž byl skladatelem této písně; jeho autorství ale později vyvrátili např. Ludvík Kuba a Miloslav Hýsek.

## Život

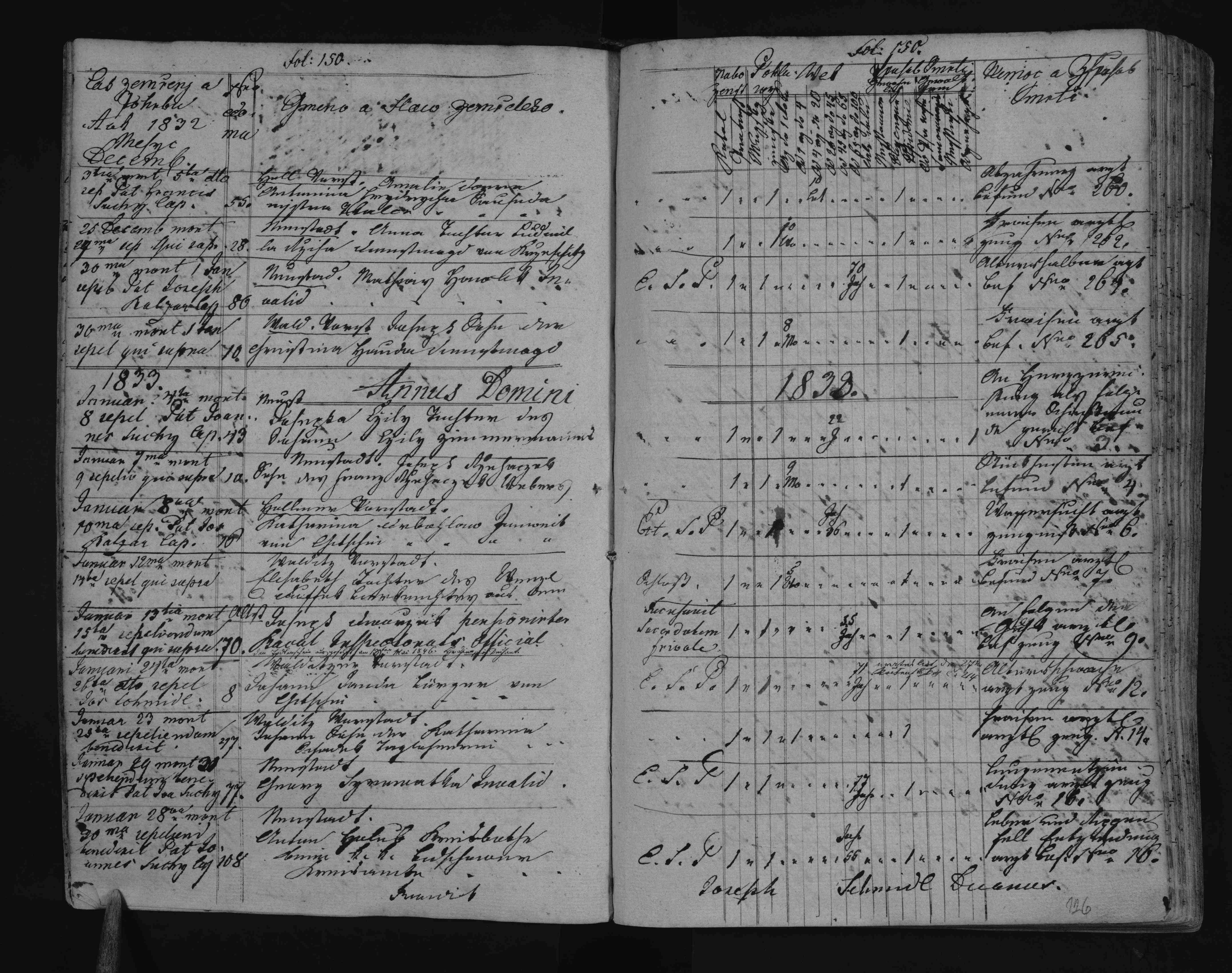
Záznam v jičínské farní matrice o smrti Josefky Čilé 4. ledna 1833.

Podrobné informace o jeho životě získal roku 1926 Jan Vojtěch Sedlák z archivu vojenského soudu v Hradci Králové. Podle něj se narodil roku 1810 v Nymburku. Nebyl vyučen (i když některé zdroje uvádějí, že byl obuvníkem). Na vojně sloužil u praporu myslivců v Jičíně. Tam se během kateřinské zábavy seznámil s místní dívkou, Josefkou Čilou, která se v té době nepohodla se svým milencem, obchodníkem Flambergem, a s Bechynou protancovala celý večer. Ani ona, ani její rodiče si ale žádné pokračování jejich vztahu nepřáli. Nešťastně zamilovaný Bechyna za ní docházel, prostřednictvím přátel i s pomocí jejího souseda se s ní snažil navázat kontakt a několikrát se zřejmě i sešli. Vše ale bylo marné, její otec mu další známost s ní zakázal a odmítl mu dát ji za ženu.
Odmítnutý Bechyna byl zmítaný nezvládnutou vášní. V noci z 2. na 3. ledna 1833 zůstal až do třetí hodiny ráno v rozporu se svými povinnostmi ve městě, mimo kasárny, a byl za to potrestán šestnáctihodinovým vězením. V té době ho napadla myšlenka na pomstu. 4. ledna si vzal pistoli svého velitele, napil se v hostinci „na kuráž“, odešel k sousedovi Čilých a jako dříve ho požádal o přivolání Josefy. Ta ale odmítla. Bechyna poté vyšel z domu a schoval se za stodolou, kde v té době byla jeho vytoužená s nevlastní matkou. Jakmile vyšly, střelil Bechyna Josefu do srdce, takže za hodinu zemřela.
Po vraždě se vrátil do hostince, kde se před ostatními – k jejich zděšení a překvapení – k činu přiznal. Zpíval si také „Kdybych já věděl, kde ležet budeš, má zlatá Pepičko!“. Byl zatčen a 6. ledna odvezen do Hradce Králové k vyšetřování. To se protáhlo na řadu měsíců, ale 31. prosince 1833 byl odsouzen k trestu smrti oběšením. Když tento rozsudek potvrdily také vyšší instance, byl Bechyna 16. října 1834 v Hradci Králové popraven.

## Domnělé autorství písně Horo, horo, vysoká jsi
V druhé polovině 19. století se v tisku objevovaly články o jeho autorství populární písně Horo, horo, vysoká jsi. Zřejmě prvním zdrojem, který tuto informaci otiskl, byl časopis Lumír z 23. září 1852. V krátkém článku cituje z rukopisu dr. Dlabače, podle nějž byl nymburský rodák Bechyna, popisovaný jako švec a vojín u císařských myslivců, který vzal tragický konec v Jičíně, autorem slov i hudby k této písni. Víc k němu ale neuvádí, naopak žádá čtenáře, aby mu, pokud mohou, poskytli k jeho životu a smrti bližší informace.
Podle nejznámější verze z 19. století složil Bechyna tuto píseň v hradeckém vězení a o večerech ji zpíval. Věznice stála poblíž kašny, kam chodily služky pro vodu. Ty potom rozšířily jak píseň, tak pověst o zpěváku po celém kraji, takže ji v roce 1843 zařadil do jedné ze sbírek i Karel Jaromír Erben. Této teorii dodal váhu také Otakar Hostinský, který ji uveřejnil ve studii Česká světská píseň lidová (1892, 1906).
V roce 1926 se v Hradci Králové objevila iniciativa, vybudovat Bechynovi pomník na místě jeho popravy. To vyvolalo reakci literárních vědců, kteří začali zpochybňovat jeho autorství písně. Prvním z nich byl etnograf Ludvík Kuba. Ten poukázal na ukrajinskou píseň se stejným textem i hudbou, která byla vydána v ruském sborníku roku 1834; podle něj je nemožné, aby se Bechynova píseň dostala do Ruska tak rychle. Navíc existovaly i velmi podobné písně v Polsku a dokonce v Rumunsku. Na Kubovu kritiku navázal literární historik Miloslav Hýsek. Ten se pozastavil především nad tím, že veškeré informace o Bechynově autorství pocházejí až z druhé poloviny 19. století, nikoliv z doby jeho života. V Hradci Králové v té době působil Jan Hostivít Pospíšil, nakladatel Tylových Květů, tento časopis měl ve městě dopisovatele a samotný Tyl měl zájem o zveřejňování prací samouků. Bylo by proto zvláštní, že by si nevšimli autora tak populární písně. Tyl navíc už roku 1834 zařadil píseň – zjevně jako lidovou – do své Fidlovačky. Veškeré informace o Bechynově autorství tak pocházejí z Nymburka, od pisatele článku v Lumíru, na kterého pak navázal Alfred Waldau (v knize Böhmische Naturdichter, vydané 1860; uvádí jen velmi stručné údaje). Po nich se k tématu vyjádřilo několik regionálních spisovatelů, zčásti přinášejích nesprávné a protichůdné údaje. Podle Miroslava Hýska je zřejmě skutečností, že Bechyna tuto píseň zpíval, služky ji poslouchaly a pak dále šířily; nebyl však jejím autorem, ale znal ji již z dřívějška, pravděpodobně z Jičína.
Další podrobnosti shromáždil v 60. a 70. letech 20. století Miroslav Ivanov v knize Historie skoro detektivní (1973). Na základě studia třinácti kramářských vydání písně, uložených v knihovně Národního muzea, zjistil, že existují tři hlavní verze. Za nejvýznamnější z nich pokládal následující:
1.

Horo, horo, vysoká jsi,

má Pepinko, vzdálená jsi,

vzdálená jsi za horama,

není lásky mezi náma.

2.

Vadne, vadne, až uvadne,

není v světě pro mě žádné,

není v světě potěšení,

není pro mě k nalezení.

3.

Vzhůru cesta, dolů druhá,

rozlučme se, moje milá,

jaké jest to rozloučení,

když jsme spolu naučeni.

4.

Pak až my se rozloučíme,

dvě srdéčka zarmoutíme,

dvě srdéčka, čtyři oči,

budou plakat ve dne v noci.

5.

Modré oči, proč pláčete,

když vy moje nebudete,

nebudete a nesmíte,

darmo si na mě myslíte.

6.

Cestička je ušlapaná

zpříma do našeho dvora,

kdo ji šlapal, než můj milej,

můj Venclíček roztomilej.

7.

Až ty, milej, od nás půjdeš,

kde ty noclehovat budeš,

někde v lese na trávníčku,

máš posekanou hlavičku.

8.

Kdo posekal, ať zahojí,

doveďte mě k doktorovi,

k doktorovi takovému,

který hojí za hodinu.

9.

Doktor rány nezahojí,

mé srdéčko tuze bolí,

to pro tebe, moje milá,

žes falešně milovala.

10.

Kdybys ty věděla můj trest,

který já musím pro tě snést,

to pro tebe, moje milá,

žes falešně milovala.

11.

Skály, hory, se pujekte,

ptáčkové, smutně zpívejte,

všecky růže, kvítka jarní,

politujte mé vzdychání.

12.

Andělíčku, já se bouřím,

Pánu bohu tě poroučím,

to pro tebe, moje milá,

že jsi mé srdce ranila.

13.

A z té velké alterace

dostal jsem hrdinské srdce,

nabil jsem si dvě pistole

a nosil jsem je při sobě.

14.

Jdu do domu milenky své,

ona jde rychle proti mně,

já promluvil: „Andělíčku,

pojď, dej mně libou hubičku.“

15.

V tom upřímném políbení

vezmu já si svou pistoli,

střelná rána ji ranila,

modrá očička sklopila.

16.

Ó, vy očičky spanilý,

jak vy jste překrásné byly,

tvářičky tvoje růžové

líbal jsem já každého dne.

17.

Stojím celý omámený

a to u milenky svojí,

slzy z očí prudce lejí,

bůh nám odpusť naše viny.

18.

Tvůj obraz krásný spatřuji,

k srdci si ho přitiskuji,

lábám krásná ústa tvoje,

chci rychle umřít pro tebe.

19.

Tu vezmu zas svou pistoli,

chci být rychle usmrcený,

abych s tebou v jednom hrově

těšil se, milenko moje.

20.

Tu jsem byl ku právu daný

a do vězení vsazený,

ve dne v noci slzy cedím,

pro mou nejmilejší trpím.

21.

Dokud duch v těle bude,

chci pamatovat na tebe,

že jsem v světě nemiloval,

jenom má Pepinko tebe.

22.

Mý nejmilejší rodiče,

jaké bylo vaše srdce,

že jste nám lásku nepřáli,

nás oba zamordovali.

23.

Všichni mládenci a panny,

politujte nás v trápení,

že jsme nemohli být svoji,

radši jsme smrt podstoupili.

24.

Tuto píseň, tu jsem složil,

když jsem do vězení dán byl,

chodili tam kamarádi,

aby noční stráž drželi.
V jednom z rukopisů pak Miroslav Ivanov našel i dodatečnou 25. sloku, bezprostředně odkazující na Bechynu:
25.

Skladatel této písničky,

Byl mysliveček mladičký,

V Nymburce byl narozený,

V Boleslavi odvedený.
Z těchto textů i z dalších prostudovaných zdrojů Ivanov vyvozuje, že Bechyna rozšířil starou lidovou píseň a v této podobě ji zpíval v hradeckém vězení. Jím doplněné sloky, kterými se snažil působit na city posluchaček (např. „…ve dne v noci slzy cedím…“) nemají příliš společného s realitou jeho zločinu, ani nejsou umělecky hodnotné. Ivanov dále potvrzuje, co zjistili i předchozí badatelé, že Bechyna není autorem ani hudby, ani cennějších úvodních slok.

## Jiné verze a literární zpracování
Vzpomínky pamětníků nebyly vždycky spolehlivé a o Bechynově činu a písni se v tisku objevila řada legend. Podle jedné z nich měl Bechyna v Jičíně vážnou známost, ale byl nakrátko povolán do Lomnice nad Popelkou, kde se zamiloval do jiné; jičínskou dívku pak zastřelil proto, aby se jí zbavil. Jiní autoři umísťovali události do Kutné Hory, popř. spekulovali, o kterou horu se v písni jedná (např. Kaňk nebo Tábor u Lomnice).
Božena Němcová v XV. kapitole Babičky vypráví o popravě dvou blíže neurčených zločinců v Hradci; jeden byl ošklivý, odsouzený za vraždu dívky, která mu nic neudělala, a lidmi nenáviděný; druhý krásný, odsouzený za vraždu kamaráda, kterého podezíral ze svádění své milenky, a mezi lidmi oblíbenými za píseň, kterou složil. V téže kapitole navíc cituje jednu ze slok písně Horo, horo vysoká jsi. Tato pasáž je ovlivněná Bechynovým příběhem.
Bechynův osud byl roku 1877 literárně zpracován v povídce Horo, horo, vysoká jsi!, která vycházela na pokračování v Pražském deníku. Řada údajů zde neodpovídá realitě (např. hlavní postava se jmenuje Václav Bechyna).

## Příjmení
Zpravidla je uváděn jako Jan Bechyna. Ve vyšetřovacím spisu je ale soustavně zmiňován jako Johann Bechina a tímto příjmením se tam také podepsal, i když o pravosti jeho podpisu mohou být spory. Některé zdroje dávají přednost počeštěné verzi Bechyně. Miroslav Ivanov ve své studii používal příjmení Bechyňa.